# Kersék János
Kersék János (Léva, 1869. július 12. – Léva, 1927. február 7.) szerkesztő, költő, színműíró.

## Élete
Szülővárosában érettségizett, Budapesten ügyvédi oklevelet szerzett. Léván élt, s ügyvédi hivatása mellett 1885-től a Bars c. megyei hetilap munkatársa, 1914-től felelős szerkesztője volt. Itt jelentek meg első versei, karcolatai, publicisztikai írásai. 1923-tól a lévai nőegyesület titkára volt.
Nevét a Felvidéken leginkább Léván emlegetik legfőképpen a róla elnevezett Kersék János Kör berkeiben. A Kersék János Kör (KJK) megalakulásától kezdve, 1997. október 9. óta, polgári társulásként pedig 1999. január 25. óta fejt ki kulturális tevékenységet Léva város és környéke területén. Tagjai – fiatal, tenni akaró emberek – nagy lelkesedéssel kezdték meg, s végzik ezt a mai korban nem igazán hálás feladatot, munkát. A kör névadójául személyében a századforduló-kori Léva város kulturális és társadalmi életének egyik vezető személyiségét választotta.
Apját, aki tisztes iparos volt, egyéves korában elveszítette. Költői tehetsége már diákkorában megmutatkozott. Érettségi után jogot tanult Budapesten, ahol a Magyarország című napilap belső munkatársa lett s a Jogász Ifjúság egyik vezéralakja. 1894-ben elvégzi jogi tanulmányait, hazatér szülővárosába és feleségül veszi Agárdy Etelkát. Ügyvédi irodát nyit és a város kulturális és társadalmi életének egyik vezető személyisége. A Léván megjelenő BARS című hetilap főmunkatársa lesz, 1912-től pedig 1927. február 6-án bekövetkezett haláláig a lap főszerkesztője. Verseskötetei: Hegedős ének (Bp. 1911), Aranyerdőből kifelé, Muzsikálnak, Csitri (Léva 1921), Templomcsend (Léva 1925). Harminc rövidebb-hosszabb színdarabot írt, melyek a maguk idejében közkedveltek voltak (Szirmaiék, A csodasíp). A társadalmi és kulturális élet számos területén dolgozott fáradhatatlanul és odaadóan. A reformátusok törvényhozó zsinatjának és törvényvégrehajtó konventjének tagja, a Szlovenszkói Református Irodalmi Társaság elnöke. Tagja volt a pozsonyi Toldy-körnek, a kassai Kazinczy Irodalmi Társaságnak stb. Országos irodalmi szintre nem tudott felemelkedni, de csak azért, mert erejét felőrölte az a munka, amit Léva és a Garam-mente kulturális életének fellendítése érdekében tett. Művei a maguk idejében hasznosak és kiválóak voltak. Kersék Jánosnak a népdalok egyszerűségére és megkapó szépségére emlékeztető versei azonban ma is nagyszerű költői tehetségről tanúskodnak.
Az a munka, amit a BARS című lévai újság főszerkesztője végzett 19 éven át, felbecsülhetetlen, maradandó érték, amely nevét megőrzi az utókor számára. Impozáns síremlékét 1935. június 20-án leplezték le a lévai temetőben. A második világháború végéig Léván a Honvéd utcával párhuzamos utca viselte Kersék János nevét.

## Művei
- 1911 Hegedűs énekek (versek)
- 1912 Az arany-erdőből kifelé (versek)
- 1913 Muzsikálnak (versek)
- 1923 Kis színművek és jelenetek
- 1924 Alomország (mesejáték)
- 1924 Szirmaiék (színmű)
- 1925 Templomcsend (versek).